# The Manhattan Project
 The Manhattan Project és una pel·lícula estatunidenca produïda i dirigida per Marshall Brickman el 1986. La trama gira al voltant un dotat estudiant d'institut que decideix construir una bomba nuclear per a una fira de ciències. El tema subjacent de la pel·lícula té a veure amb la Guerra freda dels anys 1980 quan els secrets governamentals i la destrucció mútua segura eren temes polítics i militars clau. Va ser protagonitzada per John Lithgow, Christopher Collet, John Mahoney, Jill Eikenberry i Cynthia Nixon. Va ser la primera producció de la Gladden Entertainment Corporation, de curta vida.

## Argument
El Dr. John Mathewson (John Lithgow) descobreix un nou procés per refinar plutoni amb una puresa superior al 99,997 per cent. El govern dels Estats Units el proporciona un laboratori localitzat a prop d'un barri suburbà a Ithaca (Nova York), sota la pantalla d'una companyia mèdica, Medatomics. Mathewson va a viure a Ithaca i coneix l'agent immobiliària Elizabeth Stephens (Jill Eikenberry) mentre busca un apartament. Intenta guanyar l'afecte de la mare soltera convidant el seu fill adolescent Paul (Christopher Collet) a fer una volta per Medatomics i veure " un dels làsers més atractius de tot el món lliure."
Mathewson està segur de la cobertura del laboratori però Paul, un estudiant inusualment dotat amb una passió per ciència, sospita quan descobreix una marca estadísticament impossible de trèvol de cinc fulls a terra. Paul i la seva xicota aspirant a periodista, Jenny Anderman (Cynthia Nixon), decidir descobrir la fàbrica d'armes de manera dramàtica. Paul entra a Medatomics i roba un contenidor de plutoni. Per obtenir la màxima publicitat, Paul decideix construir una bomba nuclear i presentar-la a la Fira de la Ciència de Nova York. Després de convèncer la seva mare i la seva escola que el seu projecte té a veure amb hàmsters criats en la foscor, comença la recerca i la construcció del mecanisme nuclear.

## Repartiment
- John Lithgow: John Mathewson
- Richard Council: Governador
- Robert Schenkkan: Ajudant del Governador
- Paul Austin: General
- John Mahoney: Tinent coronel Conroy
- Adrian Sparks: Científic
- Curt Dempster: Científic
- Bran Ferren: Ajudant de laboratori
- Christopher Collet: Paul Stephens
- Jill Eikenberry: Elizabeth Stephens
- Cynthia Nixon: Jenny Anderman
- Gregg Edelman: Professor de ciències
- Abraham Unger: Roland
- Robert Sean Leonard: Max
- David Quinn: Tennista
- Geoffrey Nauffts: Craig

## Anàlisi
Aquesta pel·lícula és un conte admonitori sobre els perills de les armes nuclears, un tema recurrent del cinema que es remunta a Dr. Strangelove or: How I Learned to Stop Worrying and Love the Bomb de Stanley Kubrick. El tema va ser especialment tractat a principi dels anys 1980 amb la pel·lícula per la televisió The Day After i les pel·lícules Testament i WarGames. Aquesta pel·lícula es pot comparar a WarGames, sobre un solitari adolescent que gairebé provoca una crisi nuclear internacional.
La trama pot haver estat influïda pel cas de John Aristotle Phillips, un universitari de la Universitat de Princeton, que arribava a la fama el 1977 com el "Nen de la Bomba A" per dissenyar una arma nuclear en un paper tèrmic utilitzant llibres disponibles públicament i articles.

## Producció
The Manhattan Project es va rodar a i al voltant del Comtat de Rockland, Nova York. Les localitzacions incloïen l'Institut Suffern, la Biblioteca King's Daughters a Haverstraw i els Orchards of Conklin a Pomona. Els productors van aprofitar una fira de ciència real a l'Hotel Pennsylvania on els participants rebien 75 dòlars, i utilitzaven el lloc per filmar. El director de la pel·lícula i coguionista Marshall Brickman havia definit la seva carrera com a coguionista en unes quants pel·lícules de Woody Allen. The Manhattan Project va ser la seva tercera pel·lícula com a director, després de les comèdies Simon (1980) i Malalt d'amor  (1983). Brickman va rebre el Premi President de l'Acadèmia de Ciència-Ficció, Fantasia & cinema de terror per The Manhattan Project. Brickman no dirigiria una altra vegada fins al 2001 una pel·lícula per la televisió Les ensenyances de la germana Mary. En el paper de Jenny, Cynthia Nixon va ser nominada pel Premi de jove artista en la categoria d'Actuació Excepcional per una jove actriu en un paper secundari.